# The Toast of New Orleans
The Toast of New Orleans (Brasil: Quando Eu Te Amei / Portugal: Nas Redes do Amor) é um filme norte-americano de 1950, do gênero drama musical, dirigido por Norman Taurog e estrelado por Kathryn Grayson, Mario Lanza e David Niven.
Depois do sucesso de The Midnight Kiss, Kathryn Grayson e Mario Lanza foram reunidos novamente neste The Toast of New Orleans, movimentado musical que foi um sucesso ainda maior. O filme é considerado por Ken Wlaschin um dos melhores da carreira de ambos.
A canção "Be My Love", composta por Nicholas Brodszky e Sammy Cahn, foi indicada ao Oscar.

## Sinopse
Em um restaurante na Louisiana do início do século XX, o pescador Pepe Abellard Duvalle e a famosa cantora de ópera Suzette Micheline soltam a voz de improviso em um brilhante dueto. De imediato, Jacques Riboudeaux, agente de Suzette, decide transformar Pepe em astro da ribalta. O que ele não previu é que isso jogaria areia em seu romance com a cantora...

## Ligações externas

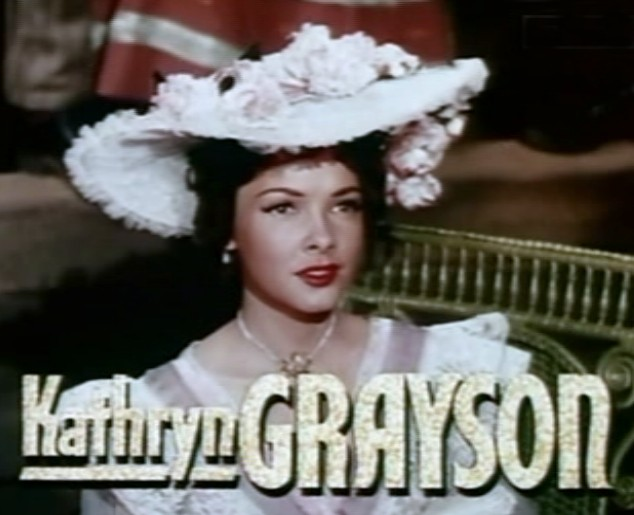
Kathryn Grayson no trailer do filme
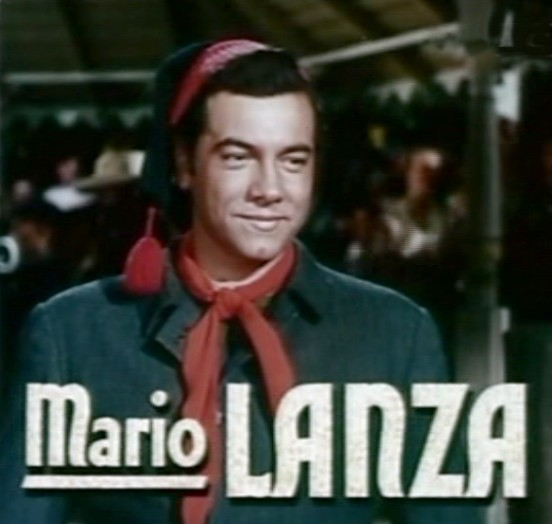
Mario Lanza no trailer do filme
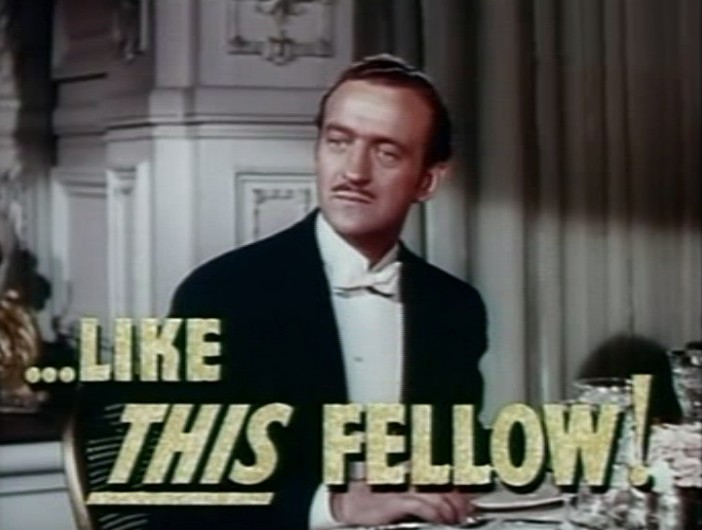
David Niven no trailer do filme
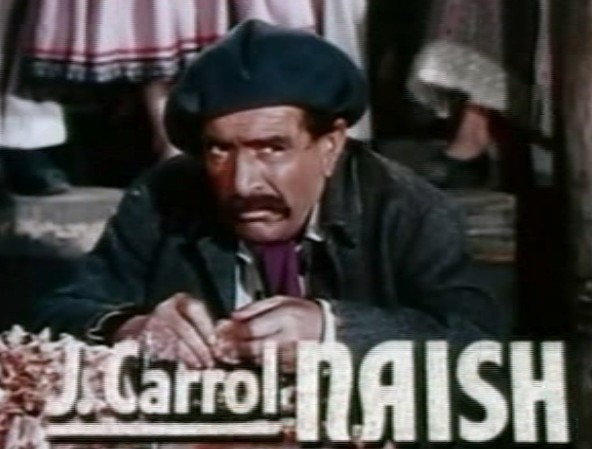
J. Carroll Naish no trailer do filme
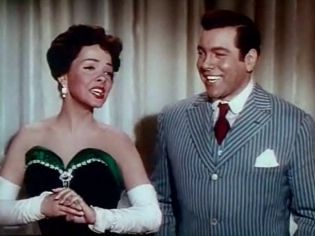
Kathryn Grayson e Mario Lanza no trailer do filme

## Premiações
| Patrocinador                                  | Prêmio | Categoria              | Situação |
| --------------------------------------------- | ------ | ---------------------- | -------- |
| Academia de Artes e Ciências Cinematográficas | Oscar  | Melhor Canção Original | Indicado |

## Elenco
| Ator/Atriz       | Personagem            |
| ---------------- | --------------------- |
| Kathryn Grayson  | Suzette Micheline     |
| Mario Lanza      | Pepe Abellard Duvalle |
| David Niven      | Jacques Riboudeaux    |
| J. Carrol Naish  | Nicky Duvalle         |
| James Mitchell   | Pierre                |
| Richard Hageman  | Maestro P. Trellini   |
| Clinton Sundberg | Oscar                 |
| Sig Arno         | Prefeito              |
| Rita Moreno      | Tina                  |
| Romo Vincent     | Manuelo               |